# Luis de Granada
Luis de Granada, italsky Louis de Sarría (1504 či 1505 – 31. prosince 1588 v Lisabonu) byl španělský teolog, spisovatel a mystik.
Narodil se v chudé rodině. V roce 1526 vstoupil do dominikánského řádu, v řádových seminářích vyučoval teologii. V 1554 se stal duchovním královny Johany Španělské. V roce 1564 se stal magistrem teologie. V letech 1557 – 1572 byl provinciálem portugalské provincie řádu.
Mezi nejzávažnější díla patří spisy Rádce hříšníků (Guía de pecadores) a Uvedení do článků víry (Introducción al símbolo de la fe).